# Саєд Моавад
Саєд Моавад (араб. سيد معوض, нар. 25 травня 1979, Фаюм) — єгипетський футболіст, що грав на позиції лівого захисника, за клуби «Ісмайлі» та «Аль-Аглі», а також за національну збірну Єгипту, у складі якої — дворазовий володар Кубка африканських націй. 

## Клубна кар'єра
Народився 25 травня 1979 року в місті Фаюм. Вихованець юнацьких команд клубу «Аль-Алюмініум».
У дорослому футболі дебютував 1998 року виступами за команду «Ісмайлі», в якій провів десять сезонів, взявши участь у 103 матчах чемпіонату. 
Першу половину 2008 року провів у Туреччині, де захищав кольори «Трабзонспора», після чого повернувся на батьківщину, де протягом наступних шести сезонів захищав кольори каїрського «Аль-Аглі». Завершив професійну кар'єру футболіста виступами за «Аль-Аглі» у 2014 році.

## Виступи за збірну
2000 року дебютував в офіційних матчах у складі національної збірної Єгипту.
Був основним лівим захисником збірної на переможному для неї Кубку африканських націй 2008 в Гані, а за два роки, на  Кубку африканських націй 2010 в Анголі допоміг їй захистити титул континентальних чемпіонів. Також був учасником  розіграшу Кубка конфедерацій 2009 року.
Загалом протягом кар'єри у національній команді, яка тривала 14 років, провів у її формі 58 матчів.

## Кар'єра тренера
Розпочав тренерську кар'єру невдовзі по завершенні кар'єри гравця, 2016 року, увійшовши до тренерського штабу клубу «Аль-Аглі», де пропрацював з 2016 по 2018 рік.
З 2019 року асистує головному тренеру національної збірної Єгипту.
| Дата       | Місто               | Господарі                        | Результат  | Гості          | Турнір                                      | Голи | Примітки |
| ---------- | ------------------- | -------------------------------- | ---------- | -------------- | ------------------------------------------- | ---- | -------- |
| 25-8-2000  | Порт-Саїд           | Єгипет                           | 2 – 1      | Кенія          | товариський матч                            | -    |          |
| 26-4-2001  | Каїр                | Єгипет                           | 1 – 2      | Південна Корея | товариський матч                            | -    | 27' 40'  |
| 8-8-2002   | Александрія         | Єгипет                           | 4 – 1      | Ефіопія        | товариський матч                            | -    | 46'      |
| 20-8-2002  | Александрія         | Єгипет                           | 2 – 0      | Уганда         | товариський матч                            | -    | 46'      |
| 23-8-2002  | Каїр                | Єгипет                           | 3 – 0      | Судан          | товариський матч                            | -    |          |
| 27-8-2002  | Александрія         | Єгипет                           | 0 – 1      | Лівія          | товариський матч                            | -    |          |
| 25-11-2002 | Лагос               | Нігерія                          | 1 – 1      | Єгипет         | товариський матч                            | -    | 46'      |
| 16-12-2002 | Абу-Дабі            | ОАЕ                              | 1 – 2      | Єгипет         | товариський матч                            | -    |          |
| 22-12-2002 | Каїр                | Єгипет                           | 0 – 0      | Гана           | товариський матч                            | -    | 46'      |
| 19-3-2003  | Порт-Саїд           | Єгипет                           | 6 – 0      | Катар          | товариський матч                            | -    | 46'      |
| 8-6-2003   | Порт-Саїд           | Єгипет                           | 7 – 0      | Маврикій       | Відбір до Кубка африканських націй 2004     | -    | 46'      |
| 15-12-2003 | Манама              | Єгипет                           | 1 – 0      | Бахрейн        | товариський матч                            | -    | 46'      |
| 7-10-2006  | Габороне            | Ботсвана                         | 0 – 0      | Єгипет         | Відбір до Кубка африканських націй 2008     | -    |          |
| 15-11-2006 | Брентфорд           | Єгипет                           | 1 – 0      | ПАР            | товариський матч                            | -    | 70'      |
| 7-2-2007   | Каїр                | Єгипет                           | 2 – 0      | Швеція         | товариський матч                            | -    | 72'      |
| 25-3-2007  | Каїр                | Єгипет                           | 3 – 0      | Мавританія     | Відбір до Кубка африканських націй 2008     | -    |          |
| 3-6-2007   | Нуакшот             | Мавританія                       | 1 – 1      | Єгипет         | Відбір до Кубка африканських націй 2008     | -    |          |
| 12-6-2007  | Ель-Кувейт          | Кувейт                           | 1 – 1      | Єгипет         | товариський матч                            | -    |          |
| 13-10-2007 | Каїр                | Єгипет                           | 1 – 0      | Ботсвана       | Відбір до Кубка африканських націй 2008     | -    |          |
| 17-10-2007 | Осака               | Японія                           | 4 – 1      | Єгипет         | товариський матч                            | -    |          |
| 5-1-2008   | Каїр                | Єгипет                           | 3 – 0      | Намібія        | товариський матч                            | -    |          |
| 10-1-2008  | Абу-Дабі            | Єгипет                           | 1 – 0      | Малі           | товариський матч                            | -    |          |
| 13-1-2008  | Алверка-ду-Рібатежу | Ангола                           | 3 – 3      | Єгипет         | товариський матч                            | -    | 72'      |
| 22-1-2008  | Кумасі              | Єгипет                           | 4 – 2      | Камерун        | Кубок африканських націй 2008 - 1-й етап    | -    | 48'      |
| 26-1-2008  | Кумасі              | Єгипет                           | 3 – 0      | Судан          | Кубок африканських націй 2008 - 1-й етап    | -    |          |
| 30-1-2008  | Тамале (місто)      | Єгипет                           | 1 – 1      | Замбія         | Кубок африканських націй 2008 - 1-й етап    | -    |          |
| 4-2-2008   | Кумасі              | Єгипет                           | 2 – 1      | Ангола         | Кубок африканських націй 2008 - чвертьфінал | -    | 8' 66'   |
| 7-2-2008   | Секонді-Такораді    | Кот-д'Івуар                      | 1 – 4      | Єгипет         | Кубок африканських націй 2008 - півфінал    | -    | 77'      |
| 10-2-2008  | Аккра               | Камерун                          | 0 – 1      | Єгипет         | Кубок африканських націй 2008 - Фінал       | -    |          |
| 26-3-2008  | Каїр                | Єгипет                           | 0 – 2      | Аргентина      | товариський матч                            | -    |          |
| 20-8-2008  | Хартум              | Судан                            | 4 – 0      | Єгипет         | товариський матч                            | -    |          |
| 30-5-2009  | Маскат              | Оман                             | 0 – 1      | Єгипет         | товариський матч                            | -    |          |
| 7-6-2009   | Бліда               | Алжир                            | 3 – 1      | Єгипет         | Відбір до ЧС 2010                           | -    |          |
| 15-6-2009  | Блумфонтейн         | Бразилія                         | 4 – 3      | Єгипет         | Кубок Конфедерацій                          | -    | 87'      |
| 18-6-2009  | Йоганнесбург        | Єгипет                           | 1 – 0      | Італія         | Кубок Конфедерацій                          | -    | 69'      |
| 5-7-2009   | Каїр                | Єгипет                           | 3 – 0      | Руанда         | Відбір до ЧС 2010                           | -    | 73'      |
| 12-8-2009  | Каїр                | Єгипет                           | 3 – 3      | Гвінея         | товариський матч                            | -    | 65'      |
| 5-9-2009   | Кігалі              | Руанда                           | 0 – 1      | Єгипет         | Відбір до ЧС 2010                           | -    |          |
| 2-10-2009  | Каїр                | Єгипет                           | 4 – 0      | Маврикій       | товариський матч                            | -    | 62'      |
| 10-10-2009 | Чилілабомбве        | Замбія                           | 0 – 1      | Єгипет         | Відбір до ЧС 2010                           | -    |          |
| 5-11-2009  | Асуан               | Єгипет                           | 5 – 1      | Танзанія       | товариський матч                            | -    |          |
| 14-11-2009 | Каїр                | Єгипет                           | 2 – 0      | Алжир          | Відбір до ЧС 2010                           | -    |          |
| 18-11-2009 | Омдурман            | Алжир                            | 1 – 0      | Єгипет         | Відбір до ЧС 2010                           | -    |          |
| 29-12-2009 | Каїр                | Єгипет                           | 1 – 1      | Малаві         | товариський матч                            | -    | 57'      |
| 4-1-2010   | Дубай               | Єгипет                           | 1 – 0      | Малі           | товариський матч                            | -    | 75'      |
| 12-1-2010  | Бенгела             | Єгипет                           | 3 – 1      | Нігерія        | Кубок африканських націй 2010 - 1-й етап    | -    |          |
| 16-1-2010  | Бенгела             | Єгипет                           | 2 – 0      | Мозамбік       | Кубок африканських націй 2010 - 1-й етап    | -    |          |
| 25-1-2010  | Бенгела             | Єгипет                           | 3 – 1 д.ч. | Камерун        | Кубок африканських націй 2010 - чвертьфінал | -    | 101'     |
| 28-1-2010  | Бенгела             | Алжир                            | 0 – 4      | Єгипет         | Кубок африканських націй 2010 - півфінал    | -    | 78'      |
| 31-1-2010  | Луанда              | Гана                             | 0 – 1      | Єгипет         | Кубок африканських націй 2010 - Фінал       | -    | 47' 57'  |
| 3-3-2010   | Лондон              | Англія                           | 3 – 1      | Єгипет         | товариський матч                            | -    | 76'      |
| 11-8-2010  | Каїр                | Єгипет                           | 6 – 3      | ДР Конго       | товариський матч                            | -    | 60'      |
| 5-9-2010   | Каїр                | Єгипет                           | 1 – 1      | Сьєрра-Леоне   | Відбір до Кубка африканських націй 2012     | -    |          |
| 26-3-2011  | Йоганнесбург        | ПАР                              | 1 – 0      | Єгипет         | Відбір до Кубка африканських націй 2012     | -    |          |
| 5-6-2011   | Каїр                | Єгипет                           | 0 – 0      | ПАР            | Відбір до Кубка африканських націй 2012     | -    |          |
| 22-5-2012  | Омдурман            | Єгипет                           | 3 – 0      | Того           | товариський матч                            | -    |          |
| 30-6-2012  | Бангі               | Центральноафриканська Республіка | 1 – 1      | Єгипет         | Відбір до Кубка африканських націй 2013     | -    |          |
| 14-11-2013 | Каїр                | Єгипет                           | 2 – 0      | Замбія         | товариський матч                            | -    | 74'      |
| Усього     |                     | Матчів                           | 58         |                | Голів                                       | 0    |          |

## Титули і досягнення
- Чемпіон Єгипту (5):

«Ісмайлі»: 2001-2002
«Аль-Аглі»: 2008-2009, 2009-2010, 2010-2011, 2013-2014
- Володар Кубка Єгипту (1):

«Ісмайлі»: 2000
- Переможець Ліги чемпіонів КАФ (3):

«Аль-Аглі»: 2008, 2012, 2013
- Переможець Панарабських ігор: 2007
- Володар Кубка африканських націй (2):

2008, 2010